# Claire von Luxemburg
Prinzessin Claire Margareta von Luxemburg (* 21. März 1985 in Filderstadt, Baden-Württemberg, West-Deutschland als Claire Margareta Lademacher) ist Prinzessin von Luxemburg und Bioethikerin. Sie ist die Ehefrau von Prinz Félix, dem Vierten in der Thronfolge von Luxemburg.                                                                   
| Luxemburger Großherzogsfamilie |
| --- |
| |
| SKH Großherzog Henri IKH Großherzogin Maria Teresa - SKH Erbgroßherzog Guillaume IKH Erbgroßherzogin Stéphanie - SKH Prinz Charles - SKH Prinz François - SKH Prinz Félix IKH Prinzessin Claire - IKH Prinzessin Amalia - SKH Prinz Liam - SKH Prinz Balthasar - SKH Prinz Louis - SKH Prinz Gabriel - SKH Prinz Noah - IKH Prinzessin Alexandra - Victoire Bagory - SKH Prinz Sébastien |
| - IKKH Prinzessin Marie-Astrid - SKH Prinz Jean IKH Prinzessin Diane - IKH Prinzessin Margaretha - SKH Prinz Guillaume IKH Prinzessin Sibilla |
| - IKH Prinzessin Joan |

## Leben und Wirken
Claire Margareta Lademacher wurde am 21. März 1985 in Filderstadt geboren. Sie ist das zweite Kind von Gabriele Lademacher (geb. Schneider) und Hartmut Lademacher. Ihr Vater, Gründer von LHS Telekommunikation und Besitzer von Schlössern in Kroatien und Saint-Tropez, begann seine Karriere bei IBM und hat durch Investitionen in die Softwarebranche ein geschätztes Vermögen von 600 Millionen Euro angehäuft. Claire und ihr älterer Bruder Felix wuchsen in Usingen auf. Im Alter von 11 Jahren zog Lademacher mit ihrer Familie nach Atlanta, wo sie die Atlanta International School besuchte. Die Familie kehrte 1999 nach Deutschland zurück, und von da an besuchte Lademacher die Frankfurt International School, bevor sie sich am Collège Alpin International Beau Soleil in der Schweiz einschrieb. 
Im Jahr 2003 begann sie ein Studium der internationalen Beziehungen an der American University of Paris. Nach ihrem Bachelor-Abschluss arbeitete Lademacher im Verlagswesen für Condé Nast Publications in New York City und München. Während ihrer Zeit bei Condé Nast Publications fasste sie den Entschluss, eine Karriere in der akademischen Bioethik anzustreben. Sie erwarb einen Master-Abschluss in Bioethik am Päpstlichen Athenäum Regina Apostolorum, den sie mit summa cum laude abschloss. Parallel dazu war sie am UNESCO-Lehrstuhl für Bioethik und Menschenrechte tätig, wo sie sich vor allem mit Forschung, Veranstaltungskoordination und Kommunikation befasste. 
2012 war Lademacher in Rom, um am Päpstlichen Athenaeum Regina Apostolorum eine Promotion im Bereich der Organspende vorzubereiten. Thema ihrer Dissertation ist die bioethische Bewertung der Einwilligung zur Organspende. Die Dissertation befasst sich mit der Situation in Deutschland, Österreich und den Vereinigten Staaten. Im Herbst 2012 war sie für mehrere Monate Gastprofessorin am Kennedy Institute of Ethics der Georgetown University. 
Am 17. September 2013 heiratete sie Prinz Félix und wurde dadurch Mitglied der luxemburgischen Großherzogsfamilie. Das Paar lebt seit der Heirat in der Provence und verwaltet dort das Weingut Château Les Crostes der Familie Lademacher bei Lorgues.
Am 15. Juni 2014 brachte Prinzessin Claire die Tochter Amalia Gabriela Maria Teresa in Luxemburg zur Welt. Sie wurde am 12. Juli 2014 in Lorgues getauft. Der Sohn Liam Henri Hartmut wurde am 28. November 2016 in Genf geboren. Der zweite Sohn Balthasar wurde am 7. Januar 2024 in Luxemburg  geboren. Da die Thronfolge des Hauses Luxemburg seit einer Neuregelung 2010 vorsieht, dass in Zukunft jeweils die Erstgeborenen den Thron besteigen, unabhängig davon, ob es sich um einen Sohn oder eine Tochter handelt, waren bis zur Geburt des Sohnes seines Bruders Guillaume am 10. Mai 2020 er und nachfolgend seine Tochter die nächsten Thronanwärter. Lademacher spricht neben ihrer Muttersprache Deutsch auch Englisch, Französisch und Italienisch.

## Titel und Prädikat
Seit ihrer Hochzeit am 17. September 2013 lautet ihr Titel Ihre königliche Hoheit Prinzessin Claire von Luxemburg.